# Manuel De Landa
Manuel De Landa (Binghamton, 1952) è un regista, artista e filosofo statunitense.
Professore di filosofia e scienze contemporanee alla European Graduate School della Svizzera, tenne conferenze sull'architettura presso la University of Pennsylvania School of Design e presso la University of Southern California School of Architecture. È inoltre conosciuto come esponente del cinema no wave e del cinema sperimentale newyorkese.

## Biografia

### Cinema
Durante la sua permanenza a New York tra il 1975 ed il 1982, De Landa girò una serie di film sperimentali come parte di un laboratorio alla Scuola di Arti Visive. Questi film girati in Super 8 e 16 millimetri, erano fortemente influenzati dall'allora nascente movimento no wave, costituendone uno degli approcci teorici e metodologici. Questi film iniziarono a circolare dopo che i negativi andarono persi, e solo nel 2011 la Anthology Film Archives li restaurò e ristampò.
Il lavoro filmico di Manuel De Landa influenzò fortemente il successivo Cinema della trasgressione, tanto che Nick Zedd lo cita nel manifesto inaugurale come uno dei vari filmaker sperimentali del movimento newyorkese.
Molte delle sue opere sono ispirate al suo nascente interesse per la filosofia continentale e per la teoria critica; uno dei suoi film più conosciuti si intitola Raw Nerves: A Lacanian Thriller (1980). Verso la metà degli anni '80, De Landa rivolse l'attenzione verso i sistemi non deterministi delle teorie Baudrillardiane & Deleuziane con film come "Policing the Spectrum" (1986) e War in the Age of Intelligent Machines (1992).

## Libri e saggi
- War in the Age of Intelligent Machines (1991)
- A Thousand Years of Nonlinear History (1997)
- Intensive Science and Virtual Philosophy (2002)
- A New Philosophy of Society: Assemblage Theory and Social Complexity (2006)
- Deleuze: History and Science (2010)
- Philosophy & Simulation: The Emergence of Synthetic Reason (2011)